# Кроссли, Марк
Марк Дже́ффри Кро́ссли (англ. Mark Geoffrey Crossley; род. 16 июня 1969, Барнсли, Англия) — англо-валлийский футболист, вратарь. Выступал за такие клубы, как «Ноттингем Форест», «Манчестер Юнайтед», «Миллуолл», «Мидлсбро», «Сток Сити», «Фулхэм», «Шеффилд Уэнсдей» и «Олдем Атлетик».

## Клубная карьера
Финалист Кубка Англии 1991/92 в составе «Ноттингем Форест». За «Форест» отыграл 13 лет, выйдя на поле в 303 матчах, стал любимцем болельщиков и легендой клуба. Покинув «Форест», перешёл в «Мидлсбро», где не смог закрепиться в составе, затем, не имея должной игровой практики (всего 31 матч за три сезона) в «Боро», выступал один сезон на правах аренды за «Сток Сити». Летом 2003 года перешёл в «Фулхэм», где был резервным вратарём (первым номером был сначала Эдвин ван дер Сар, а затем, после ухода голландца в «Манчестер Юнайтед», финн Антти Ниеми). Марк Кроссли отыграл за «дачников» три сезона (провёл 23 матча, если считать все турниры). Летом 2006 года в «Фулхэм» пришёл Ян Лаштувка, и Кроссли был сдан на сезон 2006/07 в аренду в клуб Чемпионшипа «Шеффилд Уэнсдей». Выступая за шеффилдский клуб, Кроссли забил свой единственный гол в карьере, это случилось 23 декабря 2006 на «Хиллсборо» в матче с «Саутгемптоном»: валлийский вратарь, придя в чужую штрафную на последних минутах игры, принёс своей команде ничью (3:3), поразив ворота после подачи с углового. По окончании аренды Кроссли вернулся в «Фулхэм», и вскоре, по истечении контракта с лондонцами, стал свободным агентом и присоединился к клубу третьего по рангу английского дивизиона (Первой Футбольной лиги, англ. Football League One) «Олдем Атлетик», подписав годичный контракт; позже продлил контракт ещё на год. Покинул «Олдем» по окончании сезона 2008/09, по истечении срока контракта. В июне 2009 года перешёл в клуб четвёртого дивизиона «Честерфилд», где, также как и в «Олдеме», он будет совмещать обязанности вратаря и тренера вратарей.

## Карьера в сборной
Вызывался в молодёжную сборную Англии (U-21) в 1990 году, проведя за неё три матча. Однако затем, не сумев пробиться в главную сборную Англии, решил выступать за Уэльс. В валлийской сборной был запасным вратарём, так как тренеры предпочитали ему сначала Невилла Саутолла, а затем Пола Джонса, и за семь лет в сборной Кроссли вышел на поле лишь восемь раз, самым примечательным из этих матчей стала победная товарищеская встреча с шотландцами (счёт 4:0; 18 февраля 2004).

## Интересные факты
- Кроссли — один из трех вратарей, когда-либо отражавших пенальти в финальных матчах Кубка Англии; второй — Дейв Бисант, одно время выступавший вместе с Кроссли за «Ноттингем Форест», третий — Петр Чех.
- Кроссли — единственный вратарь, который смог взять пенальти от Мэттью Ле Тиссье (Ле Тиссье забил за свою карьеру 48 пенальти из 49 пробитых).